# Policía Nacional de Colombia
La Polizia nazionale della Colombia (in spagnolo Policía Nacional de Colombia) è la polizia a livello nazionale delle forze dell'ordine in Colombia, sebbene non faccia parte delle forze militari colombiane, costituisce insieme ad esse la "Forza Pubblica" ed è anch'essa controllata dal Ministero della difesa. Sono la più grande forza di polizia in Colombia.
Ufficialmente le sue funzioni sono di proteggere la nazione colombiana, rispettare la legge per mandato costituzionale, mantenere e garantire le condizioni necessarie per la libertà pubblica e i diritti, per assicurare una coabitazione pacifica tra la popolazione.

## Organizzazione

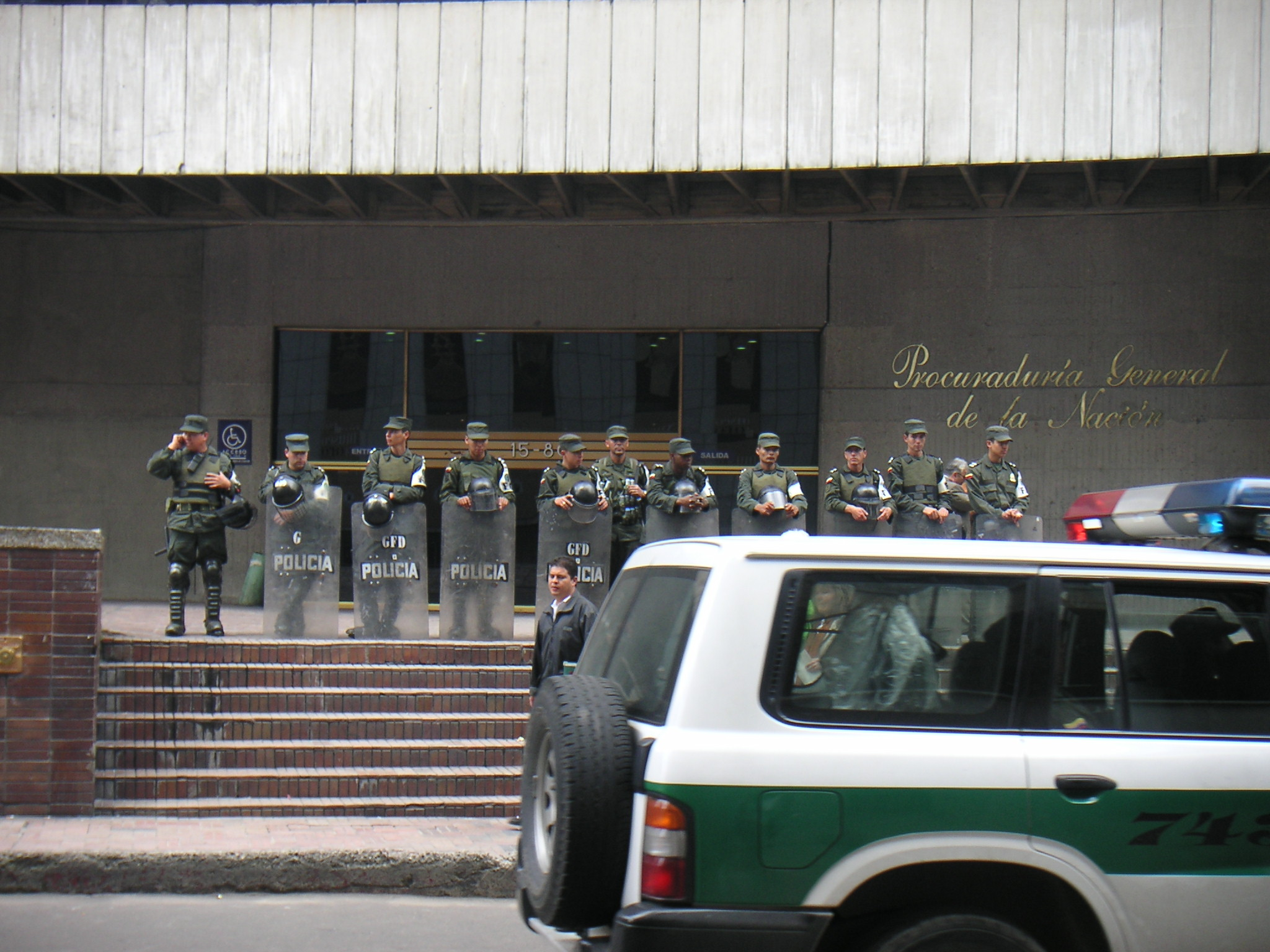

## Gradi
- Agente
-Sergente
-Sergente Maggiore
-Sottotenente
-Tenente
-Capitano
-Maggiore
-Tenente Colonnello
-Colonnello
-Brigadier Generale
-Maggior Generale
-Generale

## Equipaggiamento
- Pistola semi automatica GLOCK 17
- Fucile d'assalto M16A4
- Fucili lanciagas
- Reti di nylon con agenti irritanti
- Granate a stordimento

## Mezzi Aerei
| Aeromobile                  | Origine        | Tipo                    | Versione (denominazione locale) | In servizio (2019) | Note | Immagine |
| Aerei per impieghi speciali |                |                         |                                 |                    | |          |
| Air Tractor AT-802          | Stati Uniti    | Lotta aerea antincendio | AT-802F                         | 9                  | 9 AT-802F donati dagli Stati Uniti in servizio al luglio 2019. |          |
| Aerei da trasporto          |                |                         |                                 |                    | |          |
| Bombardier DASH 8           | Canada         | aereo da trasporto      | DASH 8-300                      | 1                  | 1 DASH 8-300 in servizio dal settembre 2011. 1 ordinato al luglio 2019. |          |
| ATR 42                      | Italia Francia | aereo da trasporto      | ATR 42-300ATR42-500             | 51                 | 5 ATR 42-300 in servizio al luglio 2019. 1 ATR 42-500 consegnato ad ottobre 2022. |          |
| Beechcraft 1900             | Stati Uniti    | aereo da trasporto      | B1900D                          | 2                  | 2 B1900D donati dagli Stati Uniti ad aprile 2019. |          |
| Elicotteri                  |                |                         |                                 |                    | |          |
| Sikorsky UH-60 Black Hawk   | Stati Uniti    | elicottero utility      | UH-60AUH-60L                    | 249                | 11 UH-60L consegnati a partire dalla fine del 1999 e 10 UH-60A ricevuti dagli Stati Uniti a partire dal 2017. Ulteriori 13 UH-60A+ donati dagli USA. I primi 3 esemplari dei 13 UH-60A+ sono stati consegnati il 15 settembre 2022. Ulteriori tre UH-60A+ dell'ordine di tredici sono stati consegnati a novembre 2023. |          |
| Bell 407                    | Stati Uniti    | elicottero utility      | Bell 407GX                      | 6                  | 6 Bell 407 ricevuti tra il 2010 ed il 2015. |          |
| Bell 212                    | Stati Uniti    | elicottero utility      | Bell 212                        | 36                 | 40 Bell 212 ricevuti a partire dal 1994, 36 in servizio al luglio 2019. |          |
| Bell UH-1 Iroquois          | Stati Uniti    | elicottero utility      | UH-1HUH-1D                      | 73                 | 11 UH-1H ricevuti a partire dal 1999, 8 in servizio al luglio 2019. 3 UH-1D ricevuti a partire dal 1999, 2 in servizio al luglio 2019. Un UH-1H è stato perso il 20 novembre 2021. |          |
| MD Helicopters MD 500       | Stati Uniti    | elicottero utility      | MD 500D                         | 2                  | 2 MD 500 ricevuti a partire dal 1990. |          |